# Obietnica (programowanie)
Obietnica (ang. promise) – jest to konstrukcja programistyczna występująca m.in. w języku JavaScript. Jest to obiekt, który zawiera wynik jakiejś operacji, która może zakończyć się w dowolnym czasie. Obietnice służą do tworzenia asynchronicznego kodu. Obietnice zostały dodane do wersji ES6 (ES2015) standardu ECMAScript.

## Przykłady

### JavaScript
```
var
 
p
 
=
 
new
 
Promise
(
function
(
resolve
,
 
reject
)
 
{

   
setTimeout
(
function
()
 
{

      
resolve
(
"hello promise"
);

   
},
 
1000
);

});

p
.
then
(
function
(
value
)
 
{

   
alert
(
value
);

}).
catch
(
function
()
 
{

   
alert
(
"coś poszło nie tak"
);

});

```

W powyższym przykładzie do konstruktora przekazana jest funkcja, gdzie w dowolnym momencie może zostać wywołana jedna z funkcji resolve lub reject, które zrealizują obietnicę lub ją odrzucą.
Powyższy przykład po jednej sekundzie wyświetli komunikat „hello promise”. Gdyby wewnątrz funkcji wywołano reject, wywołana by była funkcja catch.

### R
```
library
(
magrittr
)
 
# import %>% operator

future
::
future
({

  
res
 
<-
 
httr
::
GET
(
"http://httpbin.org/get"
)

  
httr
::
content
(
res
,
 
as
=
"parsed"
)

})
 
%>%
 
promises
::
then
(
function
(
data
)
 
{

   
print
(
data
)

})

```

W języku R do tworzenia obietnic stosuje się pakiety future oraz promises. Istnieje kilka alternatywnych sposobów obsługiwania obietnic z tymi pakietami.